# وليد جمعة
وليد جمعة مواليد 15 أغسطس 1993، لاعب كرة قدم إماراتي يجيد اللعب في الدفاع.
لعب سابقاً في نادي اتحاد كلباء ونادي الإمارات ونادي دبا الحصن ونادي مصفوت ونادي الذيد.

## روابط خارجية
- وليد جمعة على موقع Soccerway.com (الإنجليزية)
- وليد جمعة على موقع كووورة